# The Early Years 1965-1972
«The Early Years: 1965-1972» es una caja recopilatoria que contiene las grabaciones de 1965 a 1972 de la banda de rock progresivo Pink Floyd, lanzada el 11 de noviembre de 2016. El álbum recopila los primeros años de la banda, desde sus primeras grabaciones en 1965 hasta las grabaciones de su película en vivo, Pink Floyd: Live at Pompeii.
Se compone de siete volúmenes en 33 discos, incluidos CD, DVD y discos Blu-Ray, discos de vinilo, además de objetos de interés que incluyen fotos, carteles y programas de giras. Contiene los primeros sencillos que no fueron incluidos en álbumes, además de grabaciones inéditas de estudio y en vivo. Aunque los Volúmenes 1–6 han estado disponibles individualmente desde el 24 de marzo de 2017, el Volumen 7 - 1967–1972: Continu/ation , sigue siendo exclusivo del conjunto. También se lanzó una compilación de dos CD, The Early Years - Cre/ation, recopilando lo más "interesante" de la caja.

## Problemas
En 2019, varios discos Blu-ray del conjunto comenzaron a fallar debido a defectos de fabricación. Warner Music y Pink Floyd anunciaron un programa de retiro del mercado el 1 de octubre de 2019, que duró hasta el 1 de enero de 2020.

## Contenido

### Volumen 1:1965–1967: Cambridge St/ation

#### Discos 1 y 2 (Disco compacto)
| Disco 1 (Grabaciones de 1965-1967) |                                     |                                            |          |  |
| N.º                                | Título                              | Origen                                     | Duración |  |
| 1.                                 | «Lucy Leave»                        | Grabación de 1965                          |          |  |
| 2.                                 | «Double O'Bo»                       | Grabación de 1965                          |          |  |
| 3.                                 | «Remember Me»                       | Grabación de 1965                          |          |  |
| 4.                                 | «Walk with Me Sydney»               | Grabación de 1965                          |          |  |
| 5.                                 | «Butterfly»                         | Grabación de 1965                          |          |  |
| 6.                                 | «I'm a King Bee»                    | Grabación de 1965                          |          |  |
| 7.                                 | «Arnold Layne»                      | Sencillo                                   |          |  |
| 8.                                 | «See Emily Play»                    | Sencillo                                   |          |  |
| 9.                                 | «Apples and Oranges»                | Sencillo                                   |          |  |
| 10.                                | «Candy and a Currant Bun»           | Sencillo, lado B                           |          |  |
| 11.                                | «Paint Box»                         | Sencillo, lado-B                           |          |  |
| 12.                                | «Matilda Mother» (Toma alternativa) | Sesiones de The Piper at the Gates of Dawn |          |  |
| 13.                                | «Jugband Blues» (Mezcla en stereo)  | Sesiones de A Saucerful of Secrets         |          |  |
| 14.                                | «In the Beechwoods»                 | Sesión de 1967                             |          |  |
| 15.                                | «Vegetable Man»                     | Sesión de 1967                             |          |  |
| 16.                                | «Scream Thy Last Scream»            | Sesión de 1967                             |          |  |

- Las 1-6 habían tenido un lanzamiento muy limitado en 2015.
- Las pistas 12-16 no habían sido lanzadas previamente

- Las pistas 15 y 16 han sido lanzadas en baja calidad anteriormente en bootlegs, originalmente destinadas a ser lado B y lado A respectivamente de un sencillo de 1967 que fue cancelado.

| Disco 2 (En vivo en Estocolmo y sesiones con John Latham de 1967) |                                                       |                        |          |  |
| N.º                                                               | Título                                                | Origen                 | Duración |  |
| 1.                                                                | «Introducción» (En vivo)                              | En vivo en Estocolmo   |          |  |
| 2.                                                                | «Reaction in G» (En vivo)                             | En vivo en Estocolmo   |          |  |
| 3.                                                                | «Matilda Mother» (En vivo)                            | En vivo en Estocolmo   |          |  |
| 4.                                                                | «Pow R. Toc H.» (En vivo)                             | En vivo en Estocolmo   |          |  |
| 5.                                                                | «Scream Thy Last Scream» (En vivo)                    | En vivo en Estocolmo   |          |  |
| 6.                                                                | «Set the Controls for the Heart of the Sun» (En vivo) | En vivo en Estocolmo   |          |  |
| 7.                                                                | «See Emily Play» (En vivo)                            | En vivo en Estocolmo   |          |  |
| 8.                                                                | «Interstellar Overdrive» (En vivo)                    | En vivo en Estocolmo   |          |  |
| 9.                                                                | «John Latham, Part 1»                                 | Sesión con John Latham |          |  |
| 10.                                                               | «John Latham, Part 2»                                 | Sesión con John Latham |          |  |
| 11.                                                               | «John Latham, Part 3»                                 | Sesión con John Latham |          |  |
| 12.                                                               | «John Latham, Part 4»                                 | Sesión con John Latham |          |  |
| 13.                                                               | «John Latham, Part 5»                                 | Sesión con John Latham |          |  |
| 14.                                                               | «John Latham, Part 6»                                 | Sesión con John Latham |          |  |
| 15.                                                               | «John Latham, Part 7»                                 | Sesión con John Latham |          |  |
| 16.                                                               | «John Latham, Part 8»                                 | Sesión con John Latham |          |  |
| 17.                                                               | «John Latham, Part 9»                                 | Sesión con John Latham |          |  |

- Las pistas 1-17 no habían sido lanzadas previamente
- Las pistas 1-8 fueron grabadas el 10 de septiembre de 1967 en Gyllene Cirkeln, Estocolmo, Suecia. Las vocales en estas son casi inaudible gracias a la pobre calidad en las que fueron grabadas, convirtiéndose en una interpretación casi instrumental.
- Las pistas 9-17 fueron grabadas con el artista John Latham, estas son improvisaciones instrumentales divididas en 8 canciones.

#### Disco 3 (DVD/Blu-ray)
1. "Chapter 24" (Live, Cambridgeshire, 1966) / (Live at EMI Studios, London, 1967)
2. "Grabando en el estudio Interstellar Overdrive y Nick's Boogie" (London, 1967)
3. "Interstellar Overdrive: Scene – Underground" (London, 1967)
4. "Arnold Layne: vídeo promocional" (Wittering Beach, 1967)
5. "Pow R. Toc H. / Astronomy Domine / Entrevista a Syd Barrett y Roger Waters: BBC The Look Of The Week" (BBC Studios, London, 1967)
6. "The Scarecrow" (Pathé Pictorial, UK, 1967)
7. "Jugband Blues: vídeo promocional de London Line" (London, 1967)
8. "Apples & Oranges / Entrevista de Dick Clark" (Live, Los Angeles, 1967)
9. "Instrumental Improvisation" (BBC Tomorrow's World, London, 1967)
10. "Instrumental Improvisation" (Live, London, 1967)
11. "See Emily Play: BBC Top Of The Pops" (Parcialmente restaurado, BBC Studios, London, 1967)
12. "The Scarecrow (outtakes)" (Pathé Pictorial, UK, 1967)
13. "Interstellar Overdrive" (Live, London, 1967)

### Volumen 2:1968: Germin/ation

#### Disco 4 (Disco compacto)
| Disco 4 (Grabaciones y sesiones de la BBC con John Peel de 1968) |                                                                              |                                                |          |  |
| N.º                                                              | Título                                                                       | Origen                                         | Duración |  |
| 1.                                                               | «Point Me at the Sky»                                                        | Sencillo                                       |          |  |
| 2.                                                               | «It Would Be So Nice»                                                        | Sencillo                                       |          |  |
| 3.                                                               | «Julia Dream»                                                                | Sencillo, lado B                               |          |  |
| 4.                                                               | «Careful With That Axe, Eugene»                                              | Sencillo, lado B                               |          |  |
| 5.                                                               | «Song 1»                                                                     | Sesión en Capitol Studios, Los Ángeles         |          |  |
| 6.                                                               | «Roger's Boogie»                                                             | Sesión en Capitol Studios, Los Ángeles         |          |  |
| 7.                                                               | «Murderotic Woman (Careful With That Axe, Eugene)» (Sesión de la BBC)        | Sesión de la BBC Radio, 25 de junio de 1968    |          |  |
| 8.                                                               | «The Massed Gadgets of Hercules (A Saucerful of Secrets)» (Sesion de la BBC) | Sesión de la BBC Radio, 25 de junio de 1968    |          |  |
| 9.                                                               | «Let There Be More Light» (Sesión de la BBC)                                 | Sesión de la BBC Radio, 25 de junio de 1968    |          |  |
| 10.                                                              | «Julia Dream» (Sesión de la BBC)                                             | Sesión de la BBC Radio, 25 de junio de 1968    |          |  |
| 11.                                                              | «Point Me at the Sky» (Sesión de la BBC)                                     | Sesión de la BBC Radio, 2 de diciembre de 1968 |          |  |
| 12.                                                              | «Embryo» (Sesión de la BBC)                                                  | Sesión de la BBC Radio, 2 de diciembre de 1968 |          |  |
| 13.                                                              | «Interstellar Overdrive» (Sesión de la BBC)                                  | Sesión de la BBC Radio, 2 de diciembre de 1968 |          |  |

- Las pistas 5-13 no habían sido lanzadas previamente
- Las pistas 5 y 6 fueron grabadas en Capitol Studios, Los Ángeles, el 22 de agosto de 1968
- La pista 12 es una versión temprana de Embryo, una canción se incluyó en el álbum recopilatorio de varios artistas de Harvest Records, Picnic - A Breath of Fresh Air

#### Disco 5 (DVD/Blu-ray)
1. "Astronomy Domine" (Tienerklanken’, Bruselas, Bélgica, 18–19 de febrero de 1968)
2. "The Scarecrow" (Tienerklanken’, Bruselas, Bélgica, 18–19 de febrero de 1968)
3. "Corporal Clegg" (Tienerklanken’, Bruselas, Bélgica, 18–19 de febrero de 1968)
4. "Paint Box" (Tienerklanken’, Bruselas, Bélgica, 18–19 de febrero de 1968)
5. "Set the Controls for the Heart of the Sun" (Tienerklanken’, Bruselas, Bélgica, 18–19 de febrero de 1968)
6. "See Emily Play" (Tienerklanken’, Bruselas, Bélgica, 18–19 de febrero de 1968)
7. "Bike" (Tienerklanken’, Bruselas, Bélgica, 18–19 de febrero de 1968)
8. "Apples and Oranges" (Vibrato, Bruselas, Bélgica, febrero de 1968)
9. "Astronomy Domine" (Bouton Rouge, París, Francia, 20 de febrero de 1968)
10. "Flaming" (Bouton Rouge, París, Francia, 20 de febrero de 1968)
11. "Set the Controls for the Heart of the Sun" (Bouton Rouge, París, Francia, 20 de febrero de 1968)
12. "Let There Be More Light" (Bouton Rouge, París, Francia, 20 de febrero de 1968)
13. "Paint Box" (Discorama, París, Francia, 21 de febrero de 1968)
14. "Instrumental Improvisation" (The Sound of Change, Londres, RU, marzo de 1968)
15. "Set the Controls for the Heart of the Sun" (All My Loving, Londres, RU, 28 de marzo de 1968)
16. "It Would Be So Nice (extracto)" (Release-Rome Goes Pop, Roma, Italia, abril de 1968)
17. "Interstellar Overdrive" (Pop 68, Roma, Italia, 6 de mayo de 1968)
18. "Astronomy Domine" (Tienerklanken – Kastival, Kasterlee, Bélgica, 31 de agosto de 1968)
19. "Entrevista a Roger Waters" (Tienerklanken – Kastival, Kasterlee, Belgium, 31 de agosto de 1968)
20. "Let There Be More Light" (Samedi et Compagnie, París, Francia, 6 de septiembre de 1968)
21. "Remember a Day" (Samedi et Compagnie, París, Francia, 6 de septiembre de 1968)
22. "Let There Be More Light" (A L'Affiche du Monde, Londres, RU 1968)
23. "Let There Be More Light" (Tous En Scene, París, Francia, 21 de octubre de 1968)
24. "Flaming" (Tous En Scene, París, Francia, 21 de octubre de 1968)
25. "Let There Be More Light" (Surprise Partie, París, Francia, 1 de noviembre de 1968)
26. "Point Me at the Sky" (Vídeo promocional restaurado, 1968)

### Volumen 3:1969: Dramatis/ation

#### Discos 6 y 7 (Disco compacto)
| Disco 6 (Grabaciones, sesiones de la BBC de 1969 y en vivo en Ámsterdam el 9 de agosto de 1969) | |                                                                |          |  |
| N.º                                                                                             | Título | Origen                                                         | Duración |  |
| 1.                                                                                              | «Hollywood» | Canción solo aparecida en la película                          |          |  |
| 2.                                                                                              | «Main Theme (beat version)» (Toma alternativa)                                                                     | Sesiones de More                                               |          |  |
| 3.                                                                                              | «More Blues» (Mezcla alternativa - versión extendida)                                                              | Sesiones de More                                               |          |  |
| 4.                                                                                              | «Seabirds» (No es la "Seabirds" aparecida en la película como se indica, sino una toma alternativa de Quicksilver) | Sesiones de More                                               |          |  |
| 5.                                                                                              | «Embryo» (Demo) | Anteriormente lanzada en el álbum recopilatorio Picnic y Works |          |  |
| 6.                                                                                              | «Grantchester Meadows» (Sesión de la BBC)                                                                          | Sesión de la BBC Radio, 12 de mayo de 1968                     |          |  |
| 7.                                                                                              | «Cymbaline» (Sesión de la BBC)                                                                                     | Sesión de la BBC Radio, 12 de mayo de 1968                     |          |  |
| 8.                                                                                              | «The Narrow Way» (Sesión de la BBC)                                                                                | Sesión de la BBC Radio, 12 de mayo de 1968                     |          |  |
| 9.                                                                                              | «Green Is the Colour» (Sesión de la BBC)                                                                           | Sesión de la BBC Radio, 12 de mayo de 1968                     |          |  |
| 10.                                                                                             | «Careful With That Axe, Eugene» (Sesión de la BBC)                                                                 | Sesión de la BBC Radio, 12 de mayo de 1968                     |          |  |
| 11.                                                                                             | «Interstellar Overdrive» (En vivo)                                                                                 | En vivo en Paradiso, Ámsterdam, 9 de agosto de 1969            |          |  |
| 12.                                                                                             | «Set the Controls for the Heart of the Sun» (En vivo)                                                              | En vivo en Paradiso, Ámsterdam, 9 de agosto de 1969            |          |  |
| 13.                                                                                             | «Careful With That Axe, Eugene» (En vivo)                                                                          | En vivo en Paradiso, Ámsterdam, 9 de agosto de 1969            |          |  |
| 14.                                                                                             | «A Saucerful of Secrets» (En vivo)                                                                                 | En vivo en Paradiso, Ámsterdam, 9 de agosto de 1969            |          |  |

- Las pistas 1-4, 6-14 no habían sido lanzadas previamente

- Las pistas 1-4 son de las sesiones de Music from the Film More desde enero a febrero de 1969

| Disco 7 (The Man and the Journey en vivo en Ámsterdam, 17 de septiembre de 1969 |                                                                  |                                                |          |  |
| N.º                                                                             | Título                                                           | Origen                                         | Duración |  |
| 1.                                                                              | «Daybreak (Grandchester Meadows)»                                | En vivo en Ámsterdam, 17 de septiembre de 1969 |          |  |
| 2.                                                                              | «Work»                                                           | En vivo en Ámsterdam, 17 de septiembre de 1969 |          |  |
| 3.                                                                              | «Afternoon (Biding My Time)»                                     | En vivo en Ámsterdam, 17 de septiembre de 1969 |          |  |
| 4.                                                                              | «Doing It»                                                       | En vivo en Ámsterdam, 17 de septiembre de 1969 |          |  |
| 5.                                                                              | «Sleeping»                                                       | En vivo en Ámsterdam, 17 de septiembre de 1969 |          |  |
| 6.                                                                              | «Nightmare (Cymbaline)»                                          | En vivo en Ámsterdam, 17 de septiembre de 1969 |          |  |
| 7.                                                                              | «Labyrinth»                                                      | En vivo en Ámsterdam, 17 de septiembre de 1969 |          |  |
| 8.                                                                              | «The Beginning (Green Is the Colour)»                            | En vivo en Ámsterdam, 17 de septiembre de 1969 |          |  |
| 9.                                                                              | «Beset by Creatures of the Deep (Careful with That Axe, Eugene)» | En vivo en Ámsterdam, 17 de septiembre de 1969 |          |  |
| 10.                                                                             | «The Narrow Way, Part 3»                                         | En vivo en Ámsterdam, 17 de septiembre de 1969 |          |  |
| 11.                                                                             | «The Pink Jungle (Pow R. Toc H.)»                                | En vivo en Ámsterdam, 17 de septiembre de 1969 |          |  |
| 12.                                                                             | «The Labyrinths of Auximines»                                    | En vivo en Ámsterdam, 17 de septiembre de 1969 |          |  |
| 13.                                                                             | «Footsteps/Doors»                                                | En vivo en Ámsterdam, 17 de septiembre de 1969 |          |  |
| 14.                                                                             | «Behold the Temple of Light»                                     | En vivo en Ámsterdam, 17 de septiembre de 1969 |          |  |
| 15.                                                                             | «The End of the Beginning (A Saucerful of Secrets)»              | En vivo en Ámsterdam, 17 de septiembre de 1969 |          |  |

- Las pistas 1-15 no habían sido lanzadas previamente

#### Disco 8 (DVD/Blu-ray)
1. "Set the Controls for the Heart of the Sun" (Forum Musiques, París, Francia, 22 de enero de 1969)
2. "Entrevista a David Gilmour" (en francés) (Forum Musiques, París, Francia, 22 de enero de 1969)
3. "A Saucerful of Secrets" (Forum Musiques, París, Francia, 22 de enero de 1969)
4. "Afternoon" ("Biding My Time") (The Man and The Journey: Royal Festival Hall, Londres, ensayo, 14 de abril de 1969)
5. "The Beginning" ("Green Is the Colour") (The Man and The Journey: Royal Festival Hall, Londres, ensayo, 14 de abril de 1969)
6. "Cymbaline" (The Man and The Journey: Royal Festival Hall, Londres, rehearsal, 14 de abril de 1969)
7. "Beset by Creatures of the Deep" ("Careful with That Axe, Eugene") (The Man and The Journey: Royal Festival Hall, Londres, ensayo, 14 de abril de 1969)
8. "The End of the Beginning" ("A Saucerful of Secrets") The Man and The Journey: Royal Festival Hall, London, ensayo, 14 de abril de 1969
9. "Careful with That Axe, Eugene" (Essencer Pop & Blues Festival, Essen, Alemania, 11 de octubre de 1969)
10. "A Saucerful of Secrets" (Essencer Pop & Blues Festival, Essen, Alemania, 11 de octubre de 1969)
11. "Green Is the Colour" (Music Power & European Music Revolution, Festival Actuel Amougies Mont de L'Enclus, Bélgica, 25 de octubre de 1969)
12. "Careful with That Axe, Eugene" (Music Power & European Music Revolution, Festival Actuel Amougies Mont de L'Enclus, Belgium, 25 de octubre de 1969)
13. "Set the Controls for the Heart of the Sun" (Music Power & European Music Revolution, Festival Actuel Amougies Mont de L'Enclus, Belgium, 25 de octubre de 1969)
14. "Interstellar Overdrive (con Frank Zappa)" (Music Power & European Music Revolution, Festival Actuel Amougies Mont de L'Enclus, Bélgica, 25 de octubre de 1969)

### Volumen 4:1970: Devi/ation

#### Discos 9 y 10 (Disco compacto)
| Disco 9 (Sesiones de la BBC y grabaciones en vivo de 1970 |                                                    |                                                           |          |  |
| N.º                                                       | Título                                             | Origen                                                    | Duración |  |
| 1.                                                        | «Atom Heart Mother» (En vivo)                      | En vivo en el Casino de Montreux, 21 de noviembre de 1970 |          |  |
| 2.                                                        | «Embryo» (Sesión de la BBC)                        | Sesión de la BBC Radio, 16 de julio de 1970               |          |  |
| 3.                                                        | «Fat Old Sun» (Sesión de la BBC)                   | Sesión de la BBC Radio, 16 de julio de 1970               |          |  |
| 4.                                                        | «Green Is the Colour» (Sesión de la BBC)           | Sesión de la BBC Radio, 16 de julio de 1970               |          |  |
| 5.                                                        | «Careful With That Axe, Eugene» (Sesión de la BBC) | Sesión de la BBC Radio, 16 de julio de 1970               |          |  |
| 6.                                                        | «If» (Sesión de la BBC)                            | Sesión de la BBC Radio, 16 de julio de 1970               |          |  |
| 7.                                                        | «Atom Heart Mother» (Sesión de la BBC)             | Sesión de la BBC Radio, 16 de julio de 1970               |          |  |

- Las pistas 1-7 no habían sido lanzadas previamente
- La pista 7 cuenta con banda de cuerdas y metales

| Disco 10 (Grabaciones de 1970) |                                                          |                               |          |  |
| N.º                            | Título                                                   | Origen                        | Duración |  |
| 1.                             | «On the Highway»                                         | Sesiones de Zabriskie Point   |          |  |
| 2.                             | «Auto Scene» (Versión 2)                                 | Sesiones de Zabriskie Point   |          |  |
| 3.                             | «Auto Scene» (Versión 3)                                 | Sesiones de Zabriskie Point   |          |  |
| 4.                             | «Aeroplane»                                              | Sesiones de Zabriskie Point   |          |  |
| 5.                             | «Explosion»                                              | Sesiones de Zabriskie Point   |          |  |
| 6.                             | «The Riot Scene» (Versión temprana de Us and Them)       | Sesiones de Zabriskie Point   |          |  |
| 7.                             | «Looking at Map»                                         | Sesiones de Zabriskie Point   |          |  |
| 8.                             | «Love Scene» (Versión 7)                                 | Sesiones de Zabriskie Point   |          |  |
| 9.                             | «Love Scene» (Versión 1)                                 | Sesiones de Zabriskie Point   |          |  |
| 10.                            | «Take Off»                                               | Sesiones de Zabriskie Point   |          |  |
| 11.                            | «Take Off» (Versión 2)                                   | Sesiones de Zabriskie Point   |          |  |
| 12.                            | «Love Scene» (Versión 2)                                 | Sesiones de Zabriskie Point   |          |  |
| 13.                            | «Love Scene» (Toma 1)                                    | Sesiones de Zabriskie Point   |          |  |
| 14.                            | «Unknown Song» (Toma 1)                                  | Sesiones de Zabriskie Point   |          |  |
| 15.                            | «Love Scene» (Toma 2)                                    | Sesiones de Zabriskie Point   |          |  |
| 16.                            | «Crumbling Land» (Toma 1)                                | Sesiones de Zabriskie Point   |          |  |
| 17.                            | «Atom Heart Mother» (Versión temprana con solo la banda) | Sesiones de Atom Heart Mother |          |  |

- Las pistas 1-17 no habían sido lanzadas previamente

#### Disco 11 (DVD)
1. "Atom Heart Mother" (An Hour with Pink Floyd: KQED, San Francisco, USA, 30 de abril de 1970) – 17.37
2. "Cymbaline" (An Hour with Pink Floyd: KQED, San Francisco, USA, 30 de abril de 1970) – 8.38
3. "Grantchester Meadows" (An Hour with Pink Floyd: KQED, San Francisco, USA, 30 de abril de 1970)  – 7.37
4. "Green Is the Colour" (An Hour with Pink Floyd: KQED, San Francisco, USA, 30 de abril de 1970) – 3.31
5. "Careful with That Axe, Eugene" (An Hour with Pink Floyd: KQED, San Francisco, USA, 30 de abril de 1970) – 9.09
6. "Set the Controls for the Heart of the Sun" (An Hour with Pink Floyd: KQED, San Francisco, USA, 30 de abril de 1970) – 12.37
7. "Atom Heart Mother" (Mezcla cuadrafónica de 1970) - 23.42
8. "If" (Mezcla cuadrafónica de 1970) - 4:31
9. "Summer '68" (Mezcla cuadrafónica de 1970) - 5:29
10. "Fat Old Sun" (Mezcla cuadrafónica de 1970) - 5:24
11. "Alan's Psychedelic Breakfast" (Mezcla cuadrafónica de 1970) - 13:01

#### Disco 12 (DVD)
1. "Cymbaline (sound check)" (Pop Deux Festival de St. Tropez’, Francia, 8 de agosto de 1970)
2. "Atom Heart Mother" (Pop Deux Festival de St. Tropez’, Francia, 8 de agosto de 1970)
3. "Embryo" (Pop Deux Festival de St. Tropez’, Francia, 8 de agosto de 1970)
4. "Green Is the Colour / Careful with That Axe, Eugene" (Pop Deux Festival de St. Tropez’, Francia, 8 de agosto de 1970)
5. "Set the Controls for the Heart of the Sun" (Pop Deux Festival de St. Tropez’, Francia, 8 de agosto de 1970)
6. "Instrumental Improvisations" (1, 2, 3 Roland Petit Ballet, París, Francia, 5 de diciembre de 1970)
7. "Embryo" (1, 2, 3 Roland Petit Ballet, París, Francia, 5 de diciembre de 1970)
8. "Atom Heart Mother" (Blackhill’s Garden Party, Hyde Park, Londres, RU, 18 de julio de 1970) (con la banda de metales de Philip Jones y la banda de cuerdas de John Alldis Choir)
9. "Atom Heart Mother" (Mezcla cuadrafónica de 1970) - 23.42
10. "If" (Mezcla cuadrafónica de 1970) - 4:31
11. "Summer '68" (Mezcla cuadrafónica de 1970) - 5:29
12. "Fat Old Sun" (Mezcla cuadrafónica de 1970) - 5:24
13. "Alan's Psychedelic Breakfast" (Mezcla cuadrafónica de 1970) - 13:01

#### Disco 13 (Blu-ray)
1. "Atom Heart Mother" (An Hour with Pink Floyd: KQED, San Francisco, USA, 30 de abril de 1970) – 17.37
2. "Cymbaline" (An Hour with Pink Floyd: KQED, San Francisco, USA, 30 de abril de 1970) – 8.38
3. "Grantchester Meadows" (An Hour with Pink Floyd: KQED, San Francisco, USA, 30 de abril de 1970)  – 7.37
4. "Green Is the Colour" (An Hour with Pink Floyd: KQED, San Francisco, USA, 30 de abril de 1970) – 3.31
5. "Careful with That Axe, Eugene" (An Hour with Pink Floyd: KQED, San Francisco, USA, 30 de abril de 1970) – 9.09
6. "Set the Controls for the Heart of the Sun" (An Hour with Pink Floyd: KQED, San Francisco, USA, 30 de abril de 1970) – 12.37
7. "Cymbaline (sound check)" (Pop Deux Festival de St. Tropez’, Francia, 8 de agosto de 1970)
8. "Atom Heart Mother" (Pop Deux Festival de St. Tropez’, Francia, 8 de agosto de 1970)
9. "Embryo" (Pop Deux Festival de St. Tropez’, Francia, 8 de agosto de 1970)
10. "Green Is the Colour / Careful with That Axe, Eugene" (Pop Deux Festival de St. Tropez’, Francia, 8 de agosto de 1970)
11. "Set the Controls for the Heart of the Sun" (Pop Deux Festival de St. Tropez’, Francia, 8 de agosto de 1970)
12. "Instrumental Improvisations" (1, 2, 3 Roland Petit Ballet, París, Francia, 5 de diciembre de 1970)
13. "Embryo" (1, 2, 3 Roland Petit Ballet, París, Francia, 5 de diciembre de 1970)
14. "Atom Heart Mother" (Blackhill’s Garden Party, Hyde Park, Londres, RU, 18 de julio de 1970) (con la banda de metales de Philip Jones y la banda de cuerdas de John Alldis Choir)
15. "Atom Heart Mother" (Mezcla cuadrafónica de 1970) - 23.42
16. "If" (Mezcla cuadrafónica de 1970) - 4:31
17. "Summer '68" (Mezcla cuadrafónica de 1970) - 5:29
18. "Fat Old Sun" (Mezcla cuadrafónica de 1970) - 5:24
19. "Alan's Psychedelic Breakfast" (Mezcla cuadrafónica de 1970) - 13:01

### Volumen 5:1971: Reverber/ation

#### Disco 14  (Disco compacto)
| Disco 14 (Grabaciones y sesiones de la BBC de 1971) |                                                                    |                                                  |          |  |
| N.º                                                 | Título                                                             | Origen                                           | Duración |  |
| 1.                                                  | «Nothing, Part 14» (Versión temprana de Echoes - toma alternativa) | Sesiones de Meddle                               |          |  |
| 2.                                                  | «Fat Old Sun» (Sesión de la BBC)                                   | Sesión de la BBC Radio, 30 de septiembre de 1971 |          |  |
| 3.                                                  | «One of These Days» (Sesión de la BBC)                             | Sesión de la BBC Radio, 30 de septiembre de 1971 |          |  |
| 4.                                                  | «Embryo» (Sesión de la BBC)                                        | Sesión de la BBC Radio, 30 de septiembre de 1971 |          |  |
| 5.                                                  | «Echoes» (Sesión de la BBC)                                        | Sesión de la BBC Radio, 30 de septiembre de 1971 |          |  |

- Las pistas 1-5 no habían sido lanzadas previamente

#### Disco 15 (DVD/Blu-ray)
1. "Entrevista + Atom Heart Mother (extractos)" (Hamburgo, Alemania, 25 de febrero de 1971 banda de metales y cuerdas por Geoffrey Mitchell) (‘Aspekte’) – 9:51
2. "A Saucerful of Secrets (extracto)" (Offenbach, Alemania, 26 de febrero de 1971) (‘Aspekte’) - 9:51
3. "Set the Controls for the Heart of the Sun" (Cinq Grands Sur La Deux’, Abbaye de Royaumont, Asnierès-sur-Oise, Francia, 15 de junio de 1971) – 17.55
4. "Cymbaline" (Cinq Grands Sur La Deux’, Abbaye de Royaumont, Asnierès-sur-Oise, Francia, 15 de junio de 1971) – 17.55
5. "Atom Heart Mother (extract)" (‘Musikforum Ossiachersee’, Ossiach, Austria,1 de julio de 1971) (metales y cuerdas por Jeffrey Mitchel)– 3.12
6. "Careful with That Axe, Eugene" (‘Get To Know’ Randwick Race Course, Sídney, Australia, 15 de agosto de 1971) – 6.23
7. "Entrevista a la banda" (‘Get To Know’ Randwick Race Course, Sídney, Australia, 15 de agosto de 1971) – 6.23
8. "Documental incluyendo a Pink Floyd y su manager, Steve O'Rourke" ('24 hours – Bootleg Records’, Londres, RU, 1971) – 2.27
9. "Storm Thorgerson y Aubrey ‘Po’ Powell entrevistados acerca de portadas de álbumes" (‘Review’, Londres 1971) – 3.37
10. "One of These Days (‘French Windows’)" (Ian Emes, julio de 1972, Birmingham, RU) – 4.17
11. "Atom Heart Mother" (extracto, en color) (‘Musikforum Ossiachersee’, Ossiach, Austria, 1 de julio de 1971) – 5.10
12. "Atom Heart Mother" (’71 Hakone Aphrodite Open Air Festival, Japón, 6–7 de agosto de 1971) – 15.11
13. "Echoes" (Mezcla cuadrafónica de 1971) – 23.35

### Volume 6:1972: Obfusc/ation

#### Discos 16 y 17 (Disco compacto)
| Disco 16 (Re-mezcla del 2016 de Obscured by Clouds) |                           |                    |          |  |
| N.º                                                 | Título                    | Origen             | Duración |  |
| 1.                                                  | «Obscured by Clouds»      | Obscured by Clouds |          |  |
| 2.                                                  | «When You're In»          | Obscured by Clouds |          |  |
| 3.                                                  | «Burning Bridges»         | Obscured by Clouds |          |  |
| 4.                                                  | «The Gold It's in the...» | Obscured by Clouds |          |  |
| 5.                                                  | «Wot's... Uh, the Deal?»  | Obscured by Clouds |          |  |
| 6.                                                  | «Mudmen»                  | Obscured by Clouds |          |  |
| 7.                                                  | «Childhood's End»         | Obscured by Clouds |          |  |
| 8.                                                  | «Free Four»               | Obscured by Clouds |          |  |
| 9.                                                  | «Stay»                    | Obscured by Clouds |          |  |
| 10.                                                 | «Absolutely Curtains»     | Obscured by Clouds |          |  |

- Las pistas 1-10 son nuevas mezclas nunca antes lanzadas.

Este CD fue reemplazado accidentalmente por el CD en estéreo de Live at Pompeii antes de su envío. Este disco en realidad viene empaquetado fuera del set en una funda blanca separada, en el reverso de la cual dice "CD de reemplazo para Obfusc/ation (Mezcla en estéreo de 2016 del CD 'Live at Pompeii' de Pink Floyd suministrada por error) Sin embargo, la edición independiente de este volumen contiene Live at Pompeii como CD2 del conjunto.
| Disco 17 (Live at Pompeii) |                                                    |                             |          |  |
| N.º                        | Título                                             | Origen                      | Duración |  |
| 1.                         | «Careful with that Axe, Eugene»                    | Pink Floyd: Live at Pompeii |          |  |
| 2.                         | «Set the Controls for the Heart of the Sun»        | Pink Floyd. Live at Pompeii |          |  |
| 3.                         | «One of These Days»                                | Pink Floyd. Live at Pompeii |          |  |
| 4.                         | «A Saucerful of Secrets»                           | Pink Floyd. Live at Pompeii |          |  |
| 5.                         | «Echoes»                                           | Pink Floyd. Live at Pompeii |          |  |
| 6.                         | «Careful with that Axe, Eugene» (Toma alternativa) | Sesiones de Live at Pompeii |          |  |

- La pista 6 no había sido lanzada previamente

#### Disco 18 (DVD/Blu-ray)
1. "Wot’s...Uh the Deal?": incluyendo imágenes de la grabación (Grabando Obscured by Clouds, Château d’Hérouville, Francia, 23-29 de febrero de 1972) – 5.04
2. "Pop Deux": grabando Obscured by Clouds + Entrevista a David Gilmour y Roger Waters/When You're In (Grabando Obscured by Clouds, Château d’Hérouville, Francia, 23-29 de febrero de 1972)  – 7.14
3. "Set the Controls for the Heart of the Sun" (Brighton Dome, UK, 29 de junio de 1972) – 16.44
4. "Careful with That Axe, Eugene" (Brighton Dome, UK, 29 de junio de 1972) – 16.44
5. "Actualités Méditerranée", Marseille, 22 de noviembre de 1972 (Roland Petit Pink Floyd Ballet, Francia, reportajes 1972–73) – 3.29
6. "JT Nuit – Les Pink Floyd", Marseille, 26 de noviembre de 1972 (Roland Petit Pink Floyd Ballet, Francia, reportajes 1972–73) – 3.04
7. "JT 20h – Pink Floyd", Paris, 12 de enero de 1973 (Roland Petit Pink Floyd Ballet, Francia, reportajes 1972–73) – 3.01
8. "Journal de Paris – Les Pink Floyd" , Paris, 12 de enero de 1973 (Roland Petit Pink Floyd Ballet, Francia, reportajes 1972–73) – 5.03
9. Poitiers – Autour du passage des Pink Floyd (Reportaje de concierto – Francia, 29 de noviembre de 1972) – 4.27
10. "Careful with That Axe, Eugene" (Live at Pompeii, audio multicanal 5.1) – 6.40
11. "A Saucerful of Secrets" (Live at Pompeii, audio multicanal 5.1) – 10.09
12. "One of These Days" (Live at Pompeii, audio multicanal 5.1) – 5.58
13. "Set the Controls for the Heart of the Sun" (Live at Pompeii, audio multicanal 5.1) – 10.24
14. "Echoes" (Live at Pompeii, audio multicanal 5.1) – 26.10

### Volume 7:1967–1972: Continu/ation
Este volumen, a diferencia de los volúmenes 1 a 6, es exclusivo de la caja y aún no está disponible por separado como edición independiente. Este volumen destaca por contener tres largometrajes: The Committee, More y La Vallée y, a pesar de su subtítulo, una grabación en directo de "Echoes" de 1974.

#### Disco 19 (Disco compacto)
| Disco 19 (Grabaciones de 1967-1972) |                                              |        |          |  |
| N.º                                 | Título                                       | Origen | Duración |  |
| 1.                                  | «Flaming»                                    |        |          |  |
| 2.                                  | «The Scarecrow»                              |        |          |  |
| 3.                                  | «The Gnome»                                  |        |          |  |
| 4.                                  | «Matilda Mother»                             |        |          |  |
| 5.                                  | «Reaction in G»                              |        |          |  |
| 6.                                  | «Set the Controls for the Heart of the Sun»  |        |          |  |
| 7.                                  | «Scream Thy Last Scream»                     |        |          |  |
| 8.                                  | «Vegetable Man»                              |        |          |  |
| 9.                                  | «Pow R. Toc H.»                              |        |          |  |
| 10.                                 | «Jugband Blues»                              |        |          |  |
| 11.                                 | «Baby Blue Shuffle in D Major»               |        |          |  |
| 12.                                 | «Blues»                                      |        |          |  |
| 13.                                 | «Anuncio de radio de EE. UU. para Ummagumma» |        |          |  |
| 14.                                 | «Música de The Committee, No. 1»             |        |          |  |
| 15.                                 | «Música de The Committee, No. 2»             |        |          |  |
| 16.                                 | «Moonhead»                                   |        |          |  |
| 18.                                 | «Echoes»                                     |        |          |  |

Disco 20 (DVD/Blu-Ray)
1. Spare 2 seconds chapter
2. "Arnold Layne (Versión alternativa)" (Hampstead Heath and St. Michael’s Church, Highgate, London, UK, March 1967) – 2.56
3. "Corporal Clegg" ("P1–P wie Petersilie" Stuttgart, Alemania, 22 de julio de 1969)
4. "Entrevista a la banda" ("P1–P wie Petersilie" Stuttgart, Alemania, 22 de julio de 1969)
5. "A Saucerful of Secrets" ("P1–P wie Petersilie" Stuttgart, Alemania, 22 de julio de 1969) – 16.52
6. "Atom Heart Mother" (‘Bath Festival of Blues & Progressive Music’, Shepton Mallet, RU, 27 de junio de 1970) – 3.46
7. "Set the Controls for the Heart of the Sun" ("Kralingen Music Festival" Rotterdam, Países Bajos, 28 de junio de 1970)
8. "A Saucerful of Secrets" ("Kralingen Music Festival" Rotterdam, Países Bajos, 28 de junio de 1970) – 10.16
9. "Atom Heart Mother" ("The Ámsterdam Rock Circus" Ámsterdam, Países Bajos, 22 de mayo de 1972)
10. "Careful with That Axe, Eugene" ("The Amsterdam Rock Circus" Ámsterdam, Países Bajos, 22 de mayo de 1972)
11. "A Saucerful of Secrets" ("The Amsterdam Rock Circus" Ámsterdam, Países Bajos, 22 de mayo de 1972) – 35.41
12. The Committee (película) – 55.18

Disco 21 (DVD/Blu-Ray)
1. More (película) – 1.56.00
2. La Vallée (película)– 1.45.0

| N.º | Título | Origen | Duración |  |